# Kravaře (Česká Lípa-i járás)
Kravaře település Csehországban, Česká Lípa-i járásban. Kravaře Žandov, Stvolínky, Úštěk és Blíževedly településekkel határos. Lakosainak száma 798 fő (2024. január 1.).

## Népesség
A település lakosságának változását az alábbi diagram mutatja:
| Lakosok száma | 1706 | 1498 | 1422 | 911  | 696  | 726  | 797  | 780  | 790  | 798  |
|               | 1869 | 1890 | 1921 | 1950 | 1980 | 2001 | 2017 | 2019 | 2022 | 2024 |